# محوطه یاروسلاو

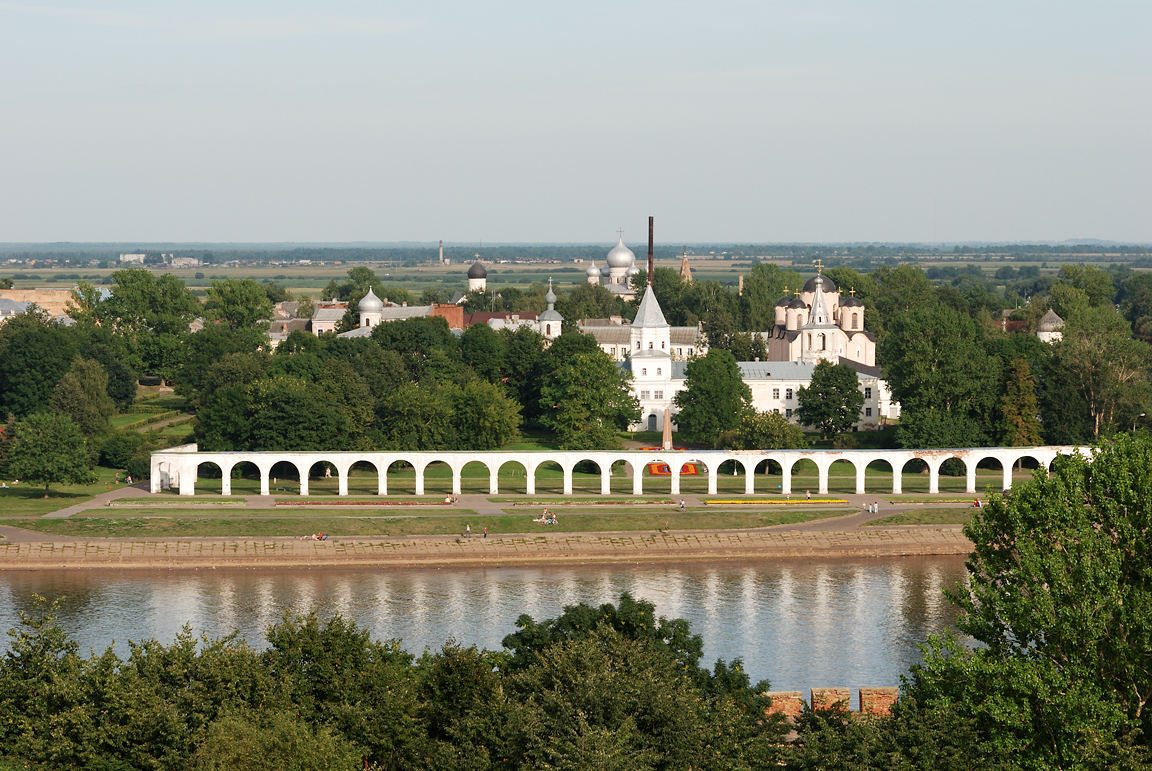
محوطه یاروسلاو

محوطه یاروسلاو (روسی: Ярославово Дворище, Yaroslavovo Dvorishche) محل اقامت شاهزادگان در شهر ولیکی نووگورود بود. امروزه این منطقه تقریباً ناحیه‌ای است که اطراف بازار تجاری، کلیسای سنت نیکولاس، کلیسای سنت پروکوپیوس و کلیسای زنان حامل مرهم را در بر می‌گیرد. بازار تجاری که در قرون شانزدهم و هفدهم بازسازی و به شدت تغییر یافته است، تنها بخشی از کاخ شاهزاده است که باقی مانده. شاهزاده همچنین محل اقامتی به نام محوطه ریوریک در جنوب بازار شهر داشت.